# Willem I van Nevers
Willem I van Nevers (overleden op 20 juni 1098) was van 1040 tot aan zijn dood graaf van Nevers en Auxerre en van 1065 tot aan zijn dood graaf van Tonnerre. Hij behoorde tot het huis Nevers.

## Levensloop
Willem I was de oudste zoon van graaf Reinoud I van Nevers uit diens huwelijk met Adelheid, dochter van koning Robert II van Frankrijk. In 1040 volgde hij zijn vader op als graaf van Nevers en Auxerre.
Willem huwde met Ermengarde, dochter van graaf Reinoud van Tonnerre. In 1065 verwierf het echtpaar het graafschap Tonnerre nadat Ermengardes neef Hugo Reinoud, de zoon van haar oom Milo III van Tonnerre, tot bisschop van Langres werd verkozen.
Hij overleed in juni 1098 op hoge leeftijd. Omdat zijn oudste zoon Reinoud II, die een tijdlang medegraaf van Nevers was, reeds was overleden, werd hij als graaf van Nevers en Auxerre opgevolgd door zijn kleinzoon Willem II. Het graafschap Tonnerre ging dan weer naar zijn tweede zoon Willem.
Willem I van Nevers werd bijgezet in de Stefanuskerk van Nevers.

## Nakomelingen
Willem I en zijn echtgenote Ermengarde kregen volgende kinderen:
- Reinoud II (overleden in 1089), medegraaf van Nevers
- Willem (overleden na 1099), graaf van Tonnerre
- Robert (overleden in 1084), bisschop van Auxerre
- Ermengarde, huwde met Hubert, burggraaf van Maine
- Helvide, huwde met graaf Willem van Évreux
- Sibylle, huwde met hertog Hugo I van Bourgondië